# Casa de Velasco

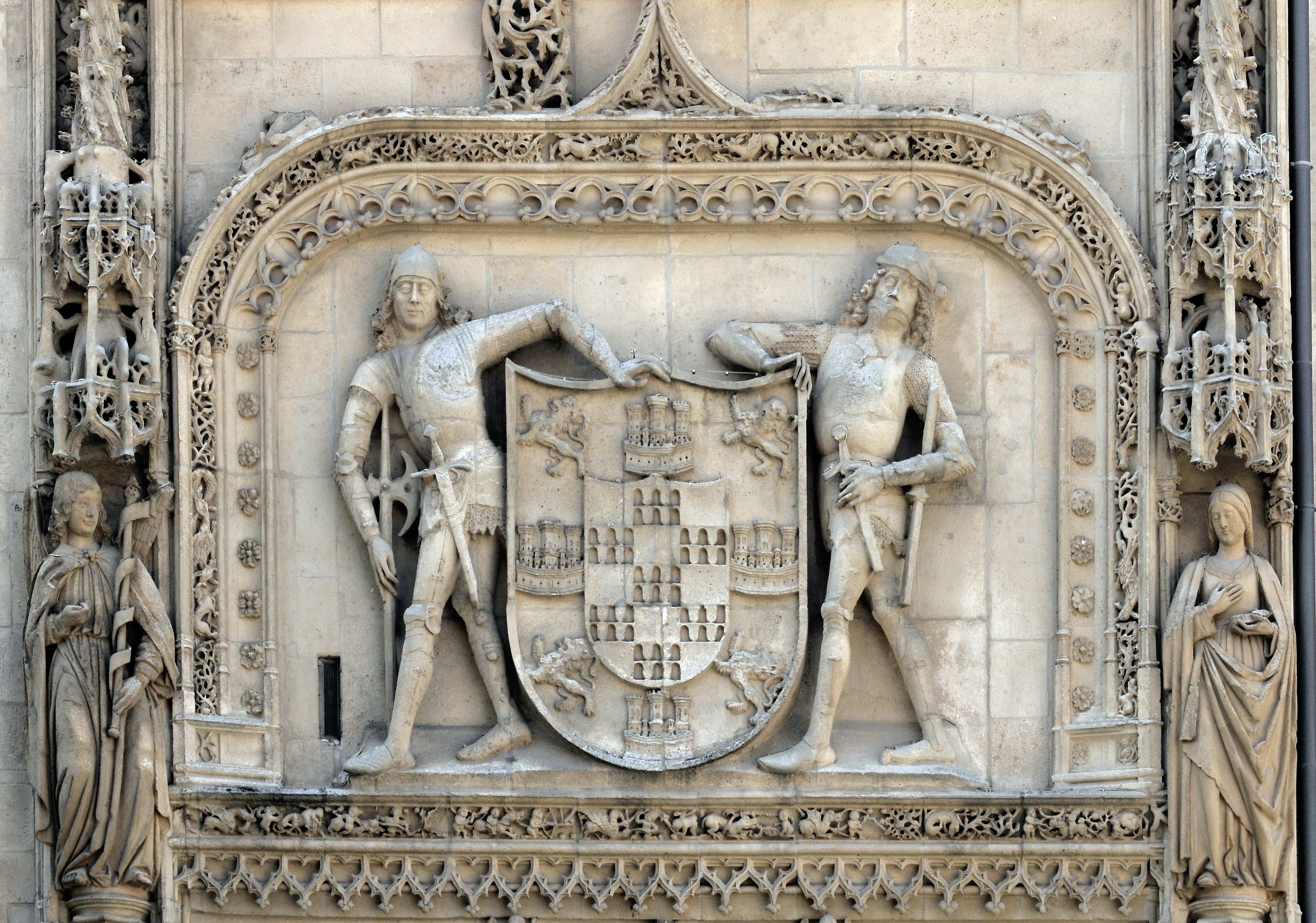
Armas del conde de Haro en la Capilla de los Condestables

La Casa de Velasco es una casa nobiliaria española considerada una las más destacadas del Reino de Castilla y el Imperio español. Originada en la Edad Media al servicio de los reyes leoneses y castellanos, su rama más encumbrada ostentó la dignidad hereditaria de condestable de Castilla, así como el ducado de Frías, uno de los primeros veinte títulos en recibir la grandeza de España por el emperador Carlos V en 1520. Durante el dominio castellano sobre América, algunos de sus miembros ostentaron los cargos de virrey de la Nueva España y del Perú, así como la presidencia del Consejo de Indias.  

## Miembros destacados
- Sancho Sánchez de Velasco (1263-1315), adelantado mayor del Reino de Castilla.
- Pedro Fernández de Velasco y Castañeda (m. 1384), merino mayor de Castilla, camarero mayor de Enrique II y Juan I de Castilla
- Pedro Fernández de Velasco y Solier (1399-1470), I conde de Haro, consejero de Juan II de Castilla
- Pedro Fernández de Velasco y Manrique de Lara (1425-1492), II conde de Haro, condestable de Castilla
- Bernardino Fernández de Velasco y Mendoza (1454-1512), I duque de Frías, condestable de Castilla, virrey de Granada
- Íñigo Fernández de Velasco y Mendoza (1462-1528), II duque de Frías, condestable de Castilla, caballero del Toisón de Oro
- Luis de Velasco y Ruiz de Alarcón (1511-1564), virrey de la Nueva España y Navarra
- Luis de Velasco y Castilla (1534-1617), I marqués de Salinas del Río Pisuerga, presidente del Consejo de Indias, virrey del Perú y Nueva España
- Juan Fernández de Velasco y Tovar (1550-1613), V duque de Frías, condestable de Castilla, presidente del Consejo de Italia, gobernador del Milanesado, representante de Felipe III en el Tratado de Londres
- Ana de Velasco y Girón (1585-1607), duquesa de Braganza, madre del rey Juan IV de Portugal
- Íñigo Melchor Fernández de Velasco y Tovar (1629-1696), VI duque de Frías, condestable de Castilla, gobernador de los Países Bajos y del Milanesado
- Francisco Marcos de Velasco y Alvear (1684-1693), I Marques de Pico de Velasco de Angustina , condestable de Castilla, gobernador de la Ciudadela de Amberes, capitán del ejército en Flandes y caballero de la Orden de Santiago.

- Luis Vicente de Velasco e Isla (1711-1762), capitán de navío de la Real Armada Española

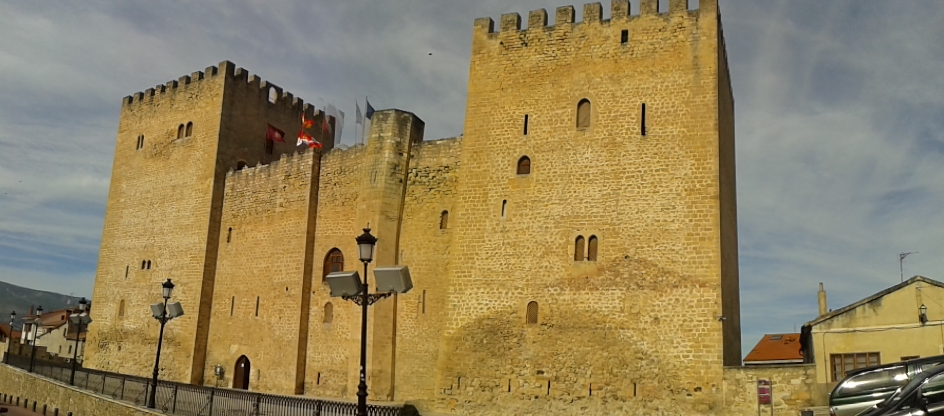
Alcázar de los Velasco en Medina de Pomar

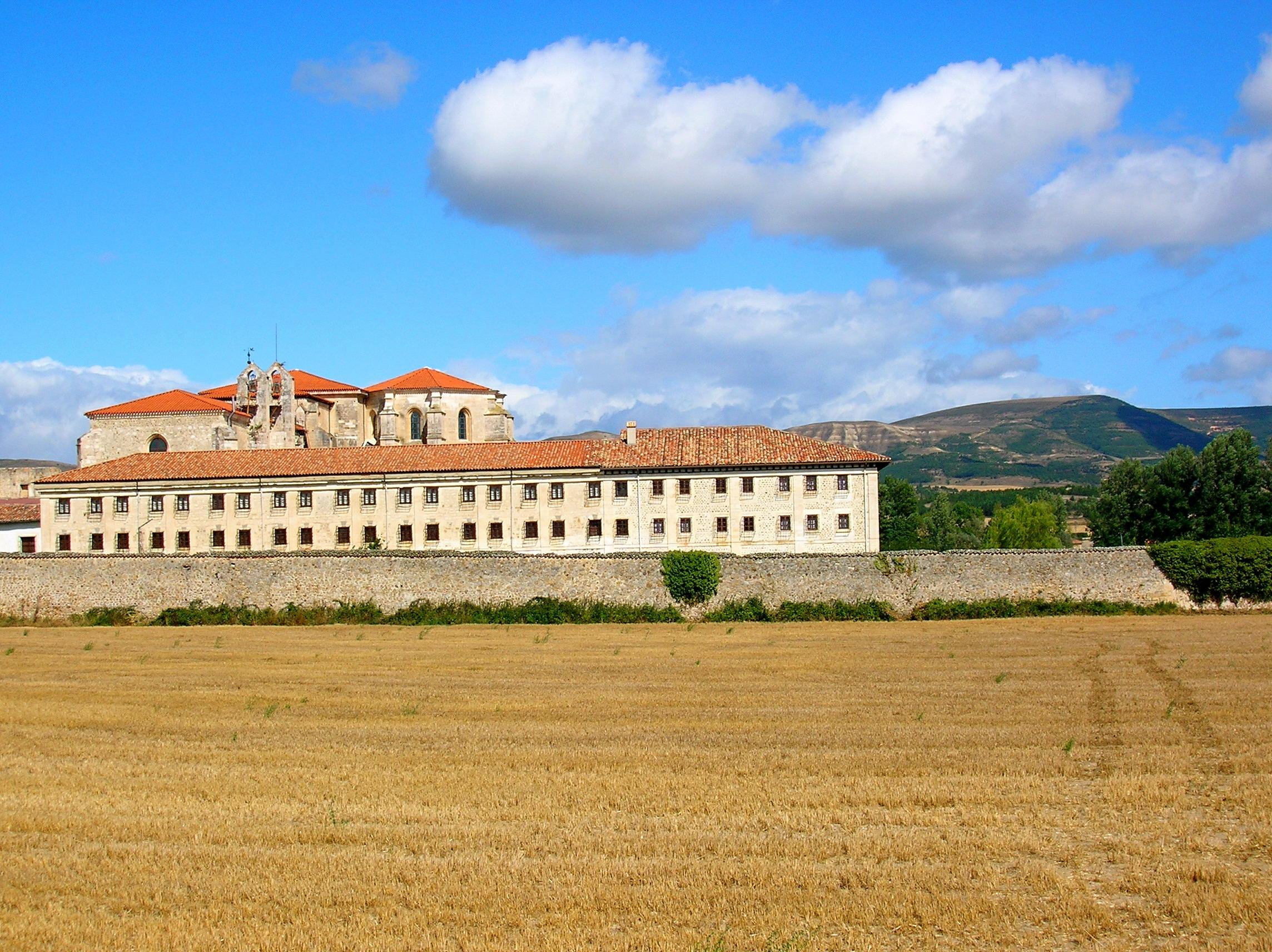
Monasterio de Santa Clara en Medina de Pomar, fundado en 1313 por Sancho Sánchez de Velasco y Sancha Carrillo Osorio, primer enterramiento de la Casa de Velasco

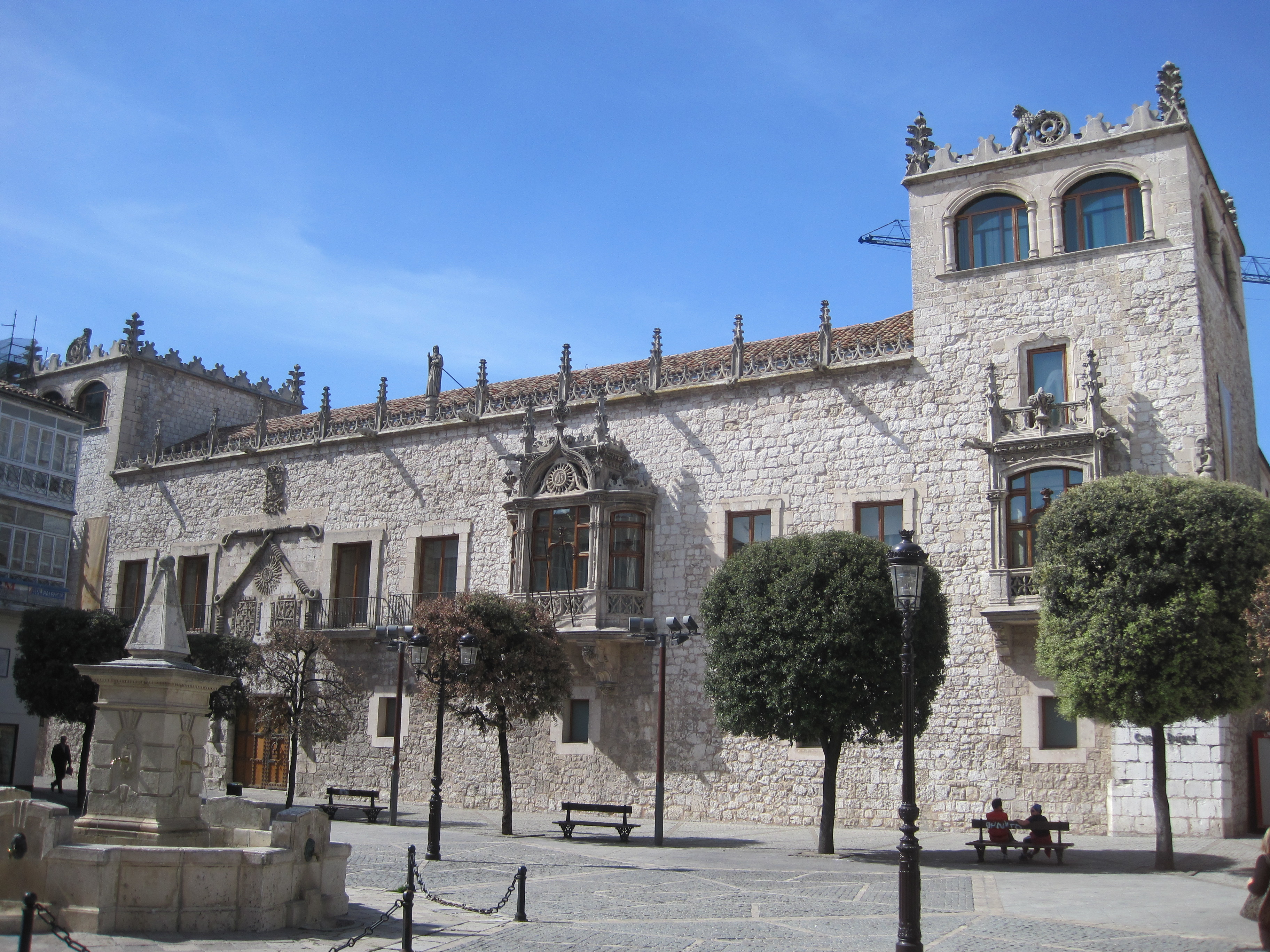
La Casa del Cordón fue la residencia principal de los Velasco en la ciudad de Burgos, así como sede temporal de la corte en sus estancias en la ciudad

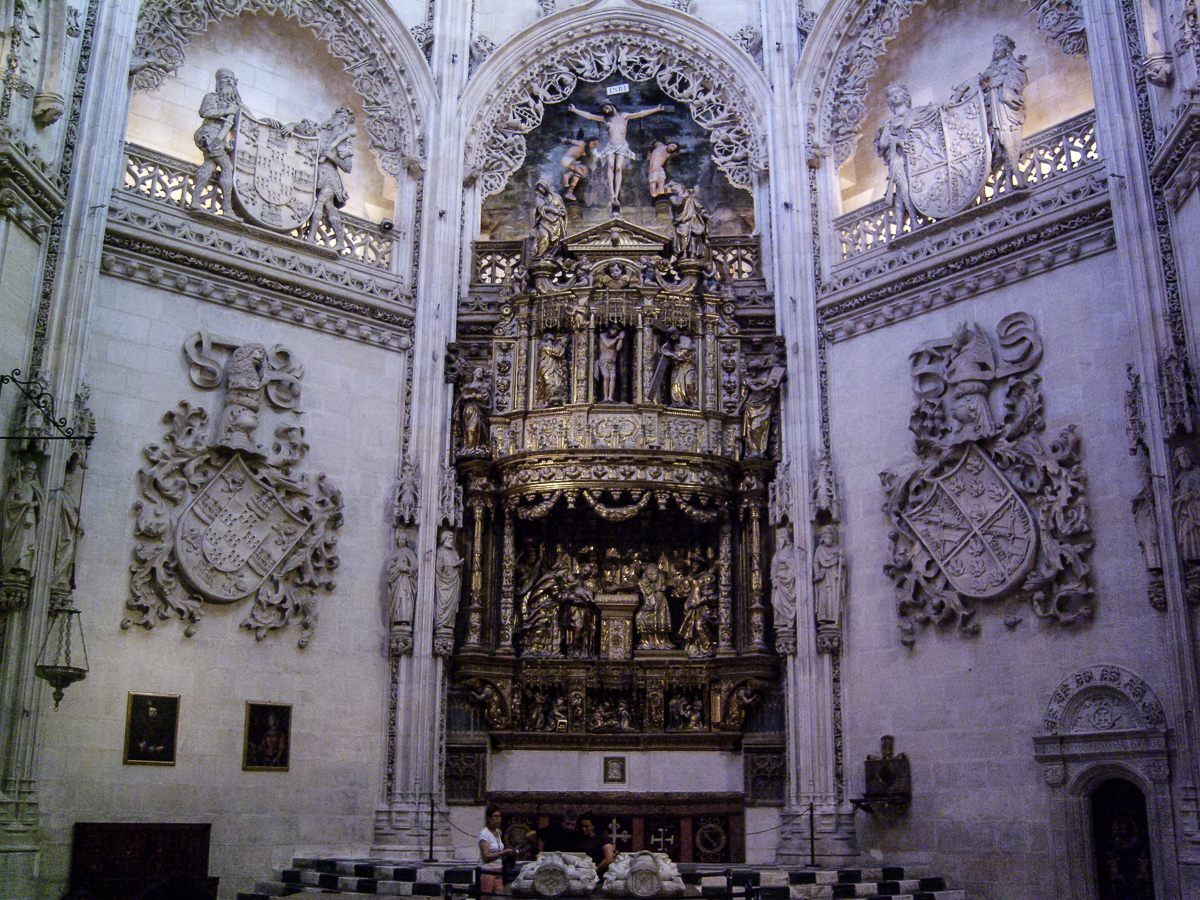
Capilla de los Velasco en la Catedral de Burgos

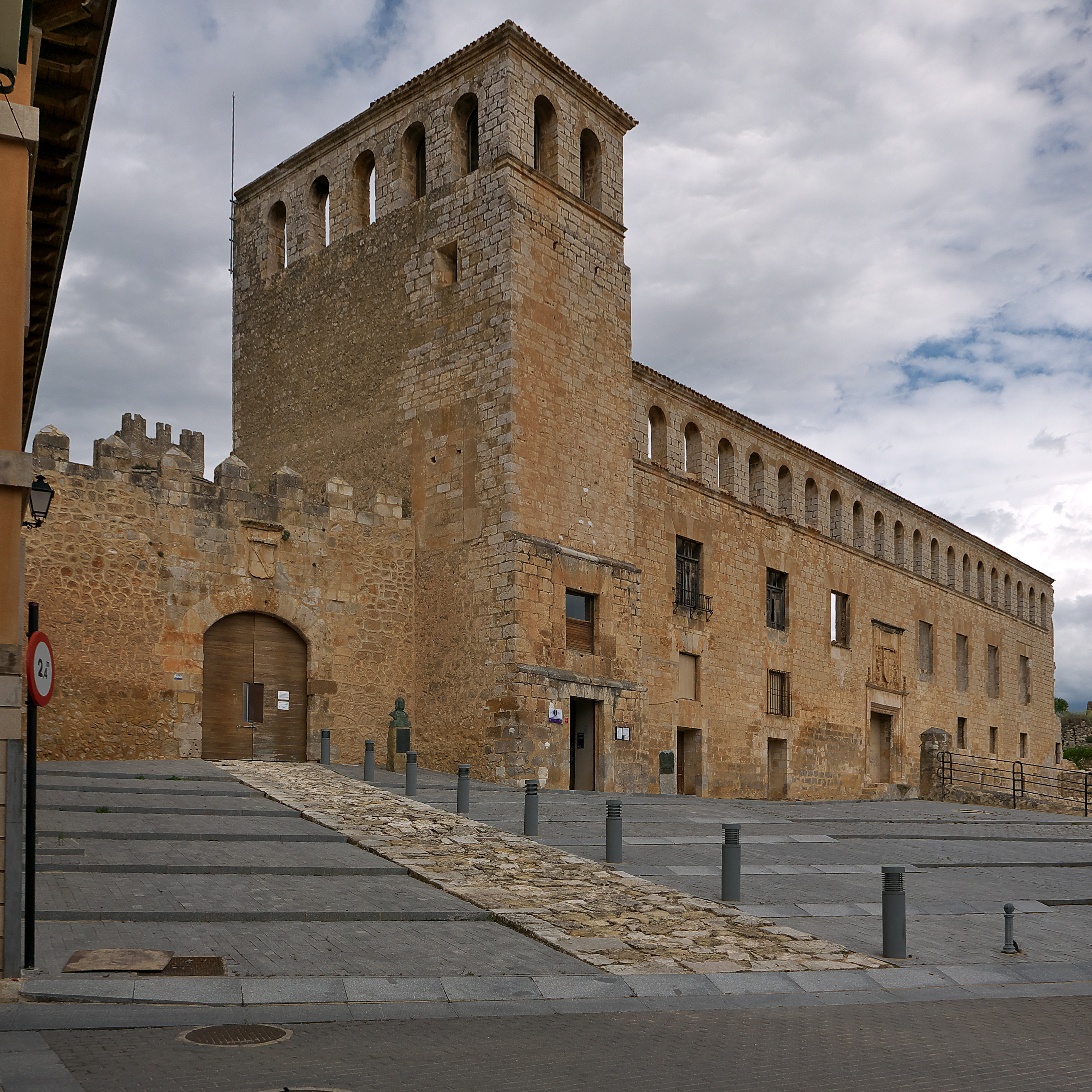
Restos del Palacio de los Condestables en Berlanga del Duero

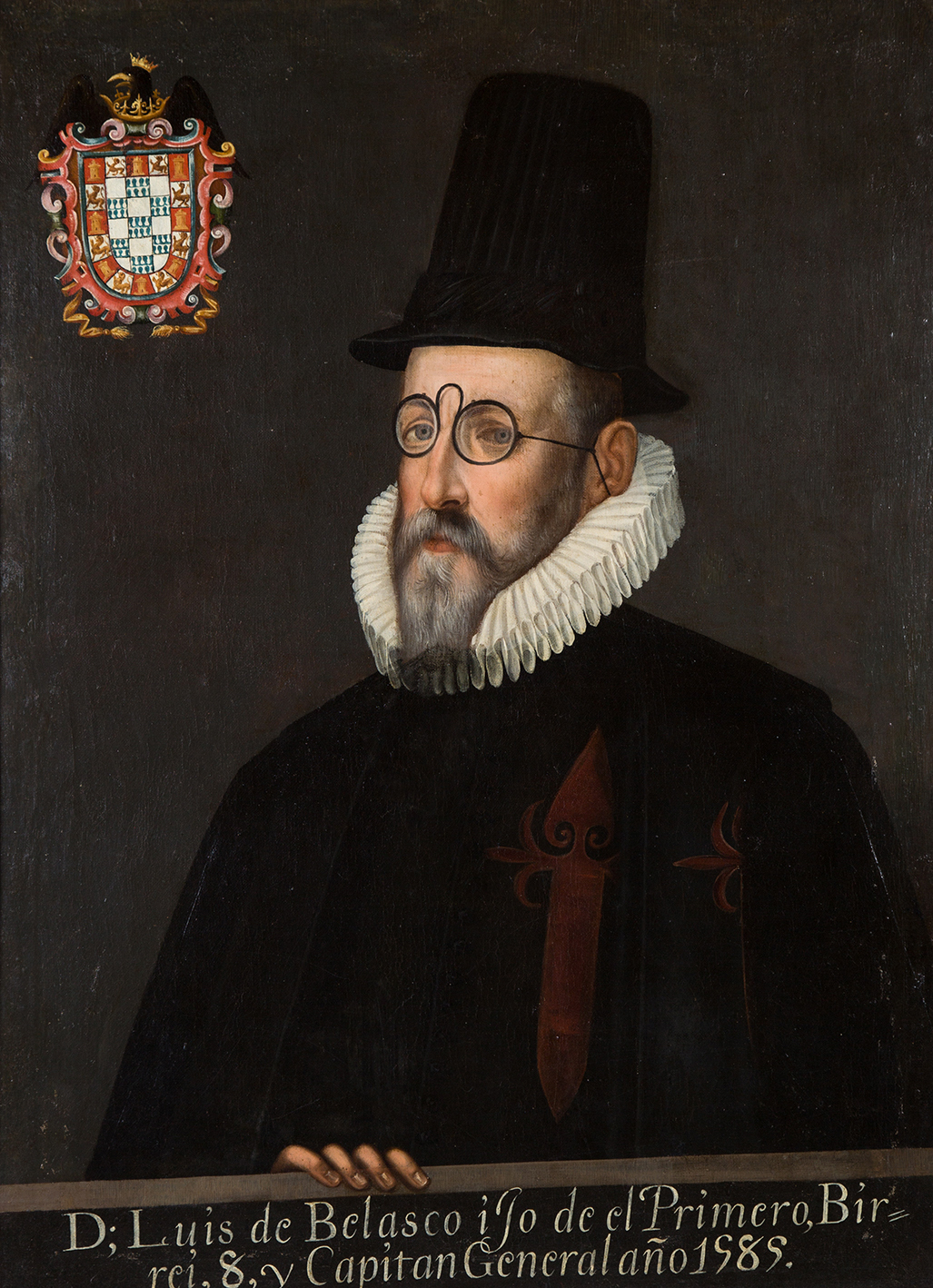
Luis II de Velasco y Castilla, marqués de Salinas del Río Pisuerga, presidente del Consejo de Indias, virrey de Perú y Nueva España, etc.

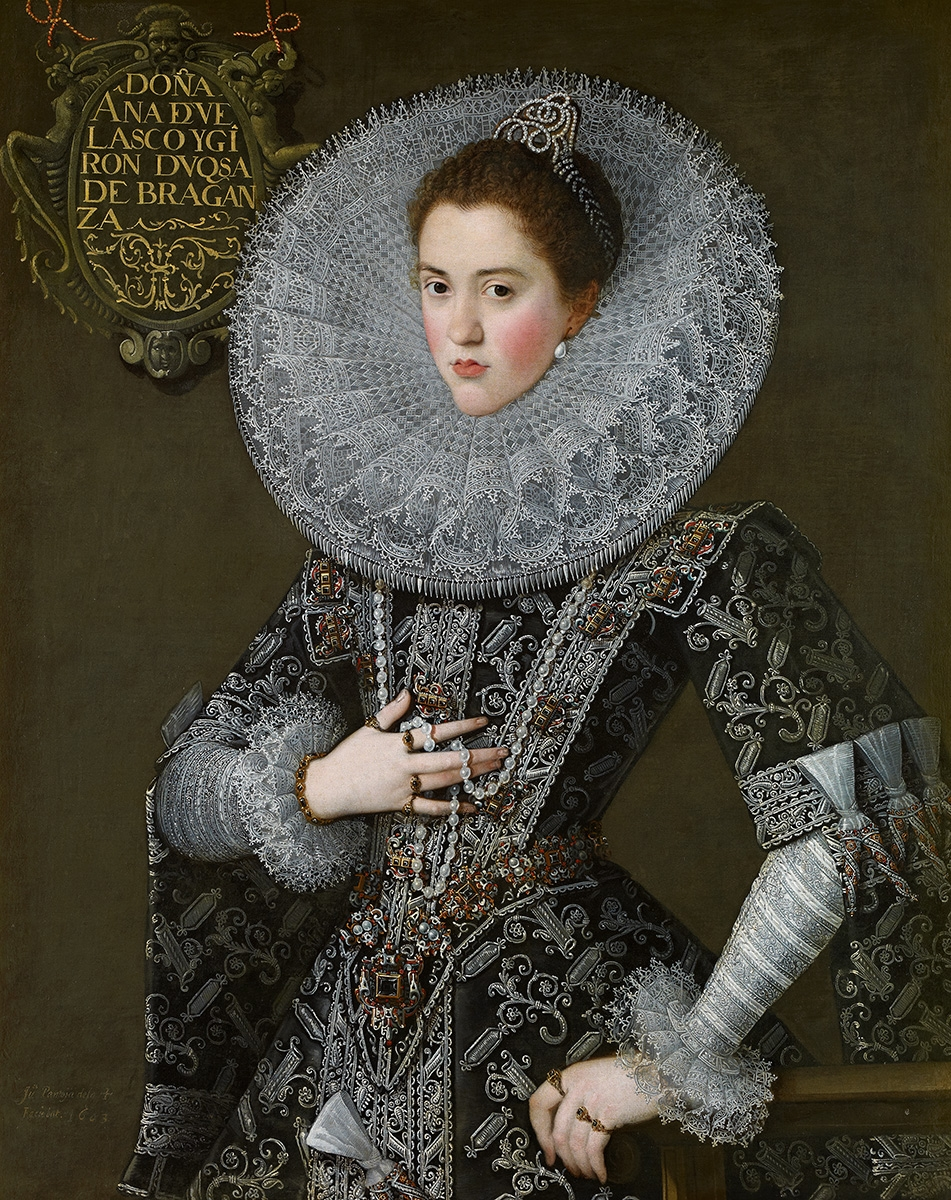
Ana de Velasco, duquesa de Braganza, madre del rey Juan IV de Portugal,por Juan Pantoja de la Cruz

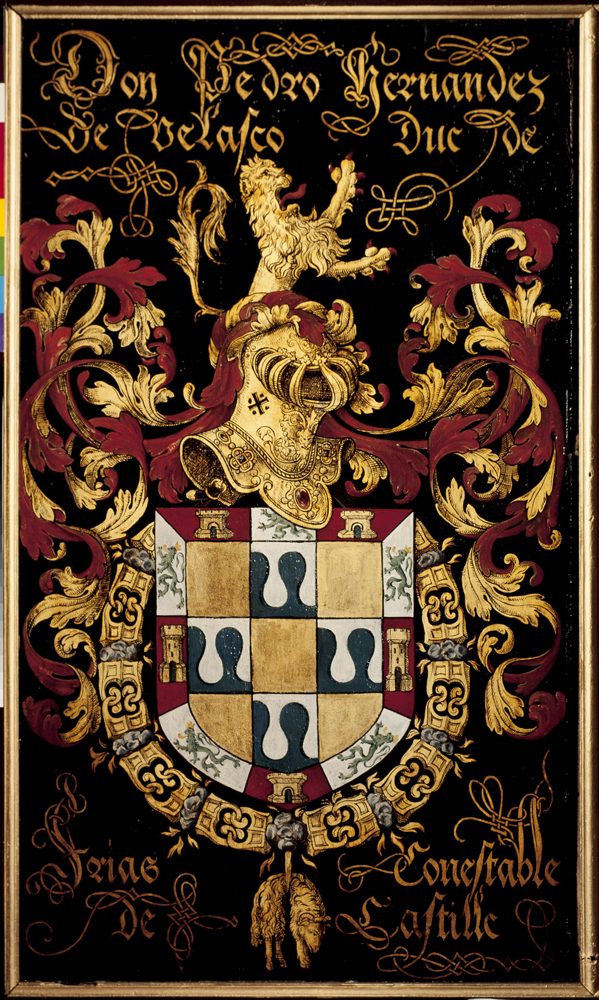
Armas de Pedro Fernández de Velasco, duque de Frías, en la catedral de Gante

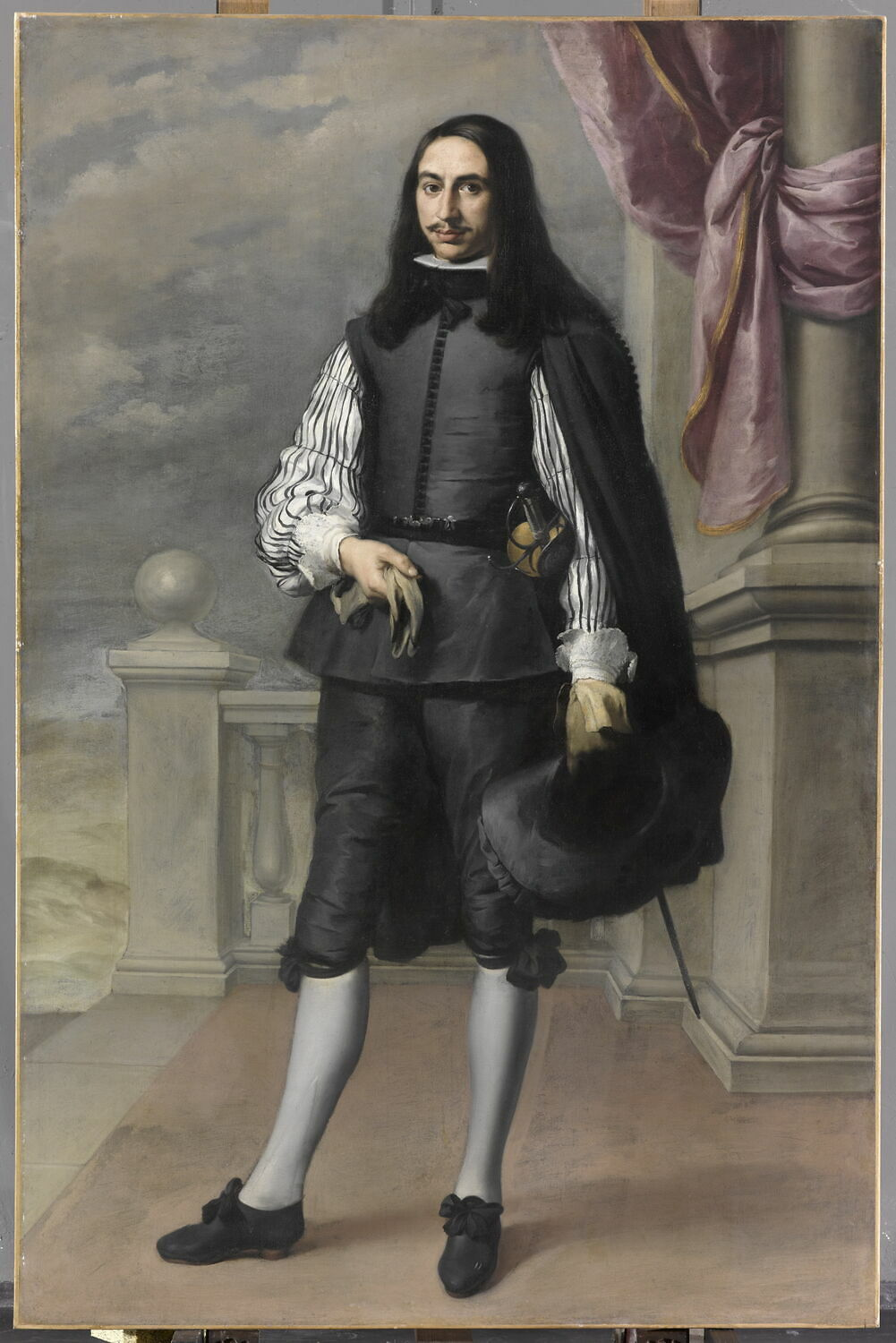
Íñigo Melchor de Velasco, VII duque de Frías, por Bartolomé Esteban Murillo (Museo del Louvre).

## Escudo de Armas

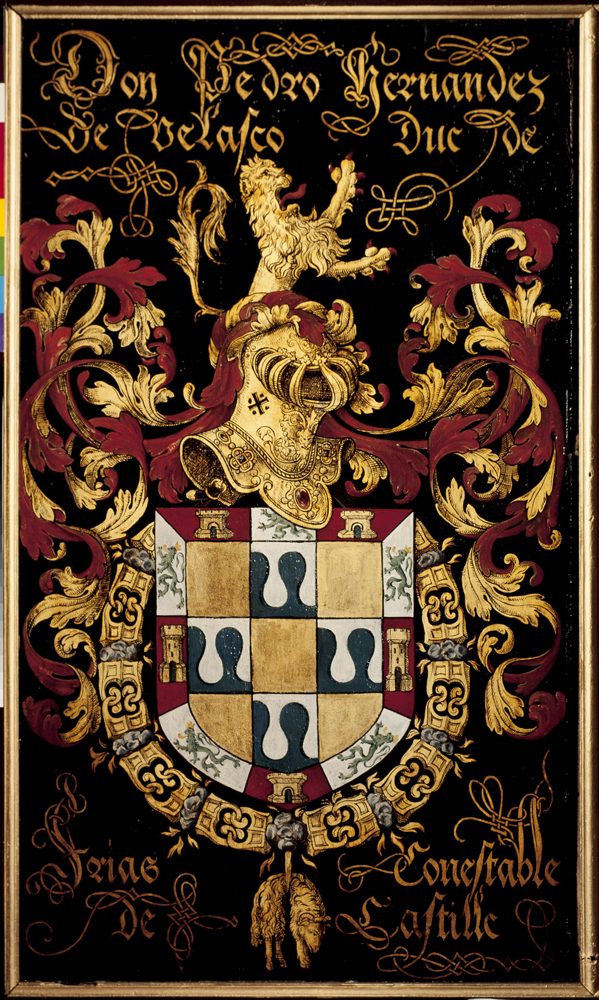
Las "armas de los Velasco" figuran entre las de los caballeros del Toisón de Oro que asistieron en 1559 al capítulo de esta insigne Orden en la Catedral de San Bavón de Gante.

En su versión original: jaquelado de quince piezas de oro y veros (al uso de la casa de Nava, por ascendencia astur-leonesa).  
Rama de los condestables: jaquelado de quince piezas de oro y veros, y bordura componada de Castilla y León. En la capilla del Condestable de la catedral de Burgos hay un ejemplo de estas armas, donde la bordura ocupa casi la mitad de la superficie del escudo, y los compones se reducen a ocho, los compones de Castilla en cruz, los de León en aspa.

## Origen legendario
Los cronistas que narraban las mitologías genealógicas, hacían a los Velasco descender de un caballero visigodo apodado «el Velasco» por su destreza domando de las velas de navegación. Este mismo caballero, según la leyenda, estaría presente en el legendario desembarco de Laredo y establecería su casa solar en el Valle de Mena, o según otras fuentes en Carasa (en el barrio de Angustina, donde se encuentra la Casa del Pico de Velasco). Sin embargo, la mayoría de las crónicas de los siglos XIII y XIV aseguraban que los Velasco eran descendientes de Fernán González, primer conde de Castilla, lo que justificaría el posterior uso del patronímico «Fernández». 

## Origen documentado
El mote «Velasco» existe desde la Alta Edad Media como nombre propio, creando gran confusión al encontrarlo en fuentes documentales no relacionadas con el linaje. Sin embargo, es desde el año 976, cuando aparece la primera referencia documental que hace mención al mote de Velasco como apellido o indicación de linaje, en el Codex Emilianensis del monasterio de San Millán. En dicho codex (año 976) aparece un Velascvs, claramente relacionado con unas escrituras de donaciones al mismo monasterio correspondientes al año 1096, cuando se documenta a su nieto Diego Díaz de Velasco junto a su mujer Anderquina. El documento se refiere a la donación de los Palacios de Tripiano, una iglesia, varias casas, y una hacienda en Alvín. Diego Díaz, aparece mencionado junto a sus hermanas Ticla Díaz, mujer de Lope Íñiguez, II señor de Vizcaya, a Elvira Díaz, mujer del conde Gonzalo Salvadórez, así como sus padres, Sancha Díaz, sucesora de su padre Diego Ruiz (de Velasco), y Diego Álvarez, señor de Oca (hijo segundo de Álvaro Rodríguez, señor de la Casa de Nava, ricohombre del rey Fernando IV de León, y de María Peláez), perteneciente al linaje de los astures y descendiente por varonía de Ramiro III de León.

## Los Velasco bajo la Dinastía de Borgoña
La ascendencia de los Velasco hizo que se vincularan inicialmente a la Corona de León, donde establecieron sus primeros señoríos. Un hijo de Diego Díaz llamado Sancho Díaz de Velasco, contrajo matrimonio con su prima, Inés Pérez de Asturias, hija de Pedro Rodríguez de Asturias. Su hijo Díaz Sánchez de Velasco, luchó en la Batalla de las Navas de Tolosa en 1212, y el hijo de este, Sancho Díaz de Velasco, fue ricohombre y merino mayor de Castilla en torno al 1242, en el reinado de Fernando III. El mismo se documenta junto a otros ricoshombres que se rebelan contra Alfonso X el Sabio, encabezados por el infante Felipe, y cuya gesta es conocida como la Rebelión Nobiliaria de 1272. Del matrimonio de este último con Guiomar de Castro, descendiente del rey Alfonso VII de Castilla, nacería otro Sancho Sánchez de Velasco, adelantado mayor del Reino de Castilla y justicia mayor de la Casa del Rey, quien recibiría el señorío de Medina de Pomar, cabeza de su extenso estado que incluía ya los señoríos del Valle de Soba, el Valle de Ruesga, la Puebla de Arganzón, y otros en las Asturias de Santillana. Junto a su mujer Sancha Carrillo Osorio fundó el Monasterio de Santa Clara en Medina de Pomar, primer enterramiento de su linaje.
Hijo de Sancho, fue Fernán Sánchez de Velasco, quien sucedió a su padre en el cargo de adelantado mayor de Castilla, lo que consolidó su posición en la corte, además, contrajo matrimonio con Mayor de Castañeda, señora de los Palacios y Casa de los Siete Infantes, como descendiente del rey Alfonso IX de León y de la reina Berenguela de Castilla, siendo su padre, Diego Gómez de Castañeda, primo segundo de Alfonso XI de Castilla. Fernán Sánchez luchó en el Sitio de Algeciras, donde encontró la muerte.

## Los Velasco bajo la Dinastía de Trastámara
Fue bajo la dinastía de Trastámara que el linaje de Velasco encontró su mayor cuota de poder, tras haber apoyado al bando del rey Enrique II de Castilla en la guerra civil contra su hermano Pedro I. Fue Pedro Fernández de Velasco, hijo de Fernán Sánchez de Velasco y Mayor de Castañeda, quien consiguió el cargo palaciego hereditario de camarero mayor del rey, cargo que ejercería en el reinado de Enrique II y en el de Juan I, y que su hijo Juan Fernández de Velasco ocuparía en el reinado de Enrique III, además de la ricohombría de la que habían gozado ya varios de sus antecesores. Hijo del anterior con María de Solier fue Pedro Fernández de Velasco, heredero y sucesor de su padre en todos sus señoríos y cargos palaciegos, y primer agraciado con el título de conde de Haro en 1430 por parte del rey Enrique II de Castilla, dando lugar a la famosa línea de los condestables de Castilla y duques de Frías que perduró hasta el siglo XVIII (pasando luego a los linajes de Pacheco, Téllez-Girón y finalmente Soto, con excepción del condestablado que fue abolido por el rey Felipe V). 

## Otras ramas
No fue la rama de los condestables la única rama de este linaje, sino que a través de los siglos se desprendieron del tronco principal, numerosas ramas secundarias que se desarrollaron al amparo o bajo la sombra de su rama más encumbrada. Así, se distinguieron las ramas de los condes de la Revilla, los de Siruela, de Salazar, marqueses de Liédana, de Salinas, de las Cuevas, de Villarreal de Álava, señores de Cervera, Herrera de Pisuerga, Becerril del Carpio, del Castillo de Agüero en Buenavista de Valdavia, de la Casa del Pico de Velasco, de la Casa de la Rueda, de Berberana, de Villamorón, entre muchos otros.

## Títulos nobiliarios otorgados a miembros del linaje y casa de Velasco
- Ducado de Frías (con grandeza de España inmemorial), concedido a  Bernardino Fernández de Velasco, III conde de Haro, condestable de Castilla y virrey de Granada.
- Marquesado de Perales del Río (con Grandeza de España), concedido a Antonia de Velasco y López de Moreda, condesa viuda de Villanueva de Perales de Milla.
- Condado de Siruela (con grandeza de España), concedido a Juan de Velasco, señor de Siruela, camarero del rey Juan II de Castilla.
- Condado de Haro, concedido a  Pedro Fernández de Velasco, señor de Haro, Medina de Pomar, etc., ricohombre de Castilla, camarero mayor de Juan II de Castilla.
- Condestable de Castilla, concedido como dignidad hereditaria a Pedro Fernández de Velasco, II conde de Haro, virrey y gobernador de Castilla, camarero mayor del rey.
- Condado de Castilnovo, concedido a Juliana Ángela de Velasco y Aragón, hija del I duque de Frías, mujer de su primo el III duque de Frías, nieta del rey Fernando el Católico.
- Condado de la Revilla, concedido a  Alonso de Velasco y Salinas, señor de la Revilla, comendador de la Orden de Santiago, embajador del rey en Inglaterra.
- Condado de Salazar de Velasco, concedido a Bernardino de Velasco y Aragón, IV conde de Castilnovo, mayordomo del rey Felipe III, presidente de la Real Hacienda.
- Marquesado de Belveder, concedido a Luis de Velasco y Aragón, II conde de Salazar (de Velasco), capitán general de Flandes, caballero de la Orden del Toisón de Oro.
- Marquesado de Salinas del Río Pisuerga, concedido a Luis de Velasco y Castilla, virrey de la Nueva España y del Perú, caballero de la Orden de Santiago.
- Marquesado del Pico Velasco de Angustina, concedido a Francisco de Velasco y Alvear, señor del Pico de Velasco, gobernador de Flandes, caballero de la Orden de Santiago.
- Marquesado de Berlanga, concedido a Juan Sánchez de Velasco y Tovar, señor de Berlanga y Osma, hijo del II duque de Frías.
- Marquesado del Fresno, concedido a Luis Fernández de Velasco y Tovar, caballero de la Orden de Calatrava, hijo del V duque de Frías.
- Marquesado de Castrojal, concedido a don Francisco Fernández de Velasco y Tovar, virrey de Cataluña, capitán general de los Ejércitos, comendador de la Orden de Santiago.
- Marquesado de Caltójar, concedido a Manuel Antonio Fernández de Velasco y Tovar Centeno y Maldonado, coronel de infantería, hijo del I marqués de Castrojal.
- Marquesado de Villablanca, concedido a Jerónimo de Velasco y Castañeda, señor de Villablanca, maestre de campo en el Perú.
- Marquesado de las Cuevas de Velasco, concedido a Diego de Velasco y Ballesteros, gentilhombre de  Juan José de Austria, caballero de la Orden de Santiago.
- Marquesado de Velasco, concedido a Íñigo José de Velasco e Isla, en recuerdo de su hermano Luis Vicente de Velasco, capitán de navío.
- Marquesado de Cilleruelo, concedido a José Fernández de Velasco y Bobadilla, señor de Cilleruelo.
- Marquesado de Ríocabado, concedido a Manuel de Velasco y Sánchez-Arjona, coronel de las Guardias Españolas, caballero de la Orden de Santiago.
- Marquesado de Pozoblanco, concedido a  Francisco Manuel de Velasco y Estrada, mariscal de campo, ingeniero general de los ejércitos, caballero de la Orden de Santiago.
- Marquesado de Liédena, concedido a Francisco de Velasco y Ceballos, señor de Liédena, caballero de la Orden de Santiago, ministro del consejo de Hacienda.
- Marquesado de Villa Antonia, concedido a Juan de Velasco y Fernández de la Cuesta, senador del Reino, brigadier del Estado Mayor, jefe de estudios del rey Alfonso XII.
- Marquesado de Villarreal de Álava, concedido a María del Carmen de Velasco y Palacio, hija de los marqueses de Villa Antonia.
- Marquesado de Unzá del Valle, concedido a José de Velasco y Palacios, general de artillería, senador del Reino, gentilhombre del rey Alfonso XIII.
- Baronía de Velasco, concedido a José María de Velasco y Montoya, gobernador del Castillo de San Carlos, en recuerdo de su padre Fernando José de Velasco, caballero de la Orden de Carlos III.